# Adelans-et-le-Val-de-Bithaine
Adelans-et-le-Val-de-Bithaine är en kommun i departementet Haute-Saône i regionen Bourgogne-Franche-Comté i östra Frankrike. Kommunen är chef-lieu över 2 kantoner som tillhör arrondissementet Lure. År 2022 hade Adelans-et-le-Val-de-Bithaine 313 invånare.

## Befolkningsutveckling
Antalet invånare i kommunen Adelans-et-le-Val-de-Bithaine
| Referens: INSEE |